# Lindsay (Califòrnia)
Lindsay és una població dels Estats Units a l'estat de Califòrnia. Segons el cens del 2000 tenia 10.297 habitants.

## Demografia
Segons el cens del 2000, Lindsay tenia 10.297 habitants, 2.717 habitatges, i 2.208 famílies. La densitat de població era de 1.649,7 habitants/km².
Dels 2.717 habitatges en un 53,4% hi vivien nens de menys de 18 anys, en un 57,2% hi vivien parelles casades, en un 17,1% dones solteres, i en un 18,7% no eren unitats familiars. En el 15,9% dels habitatges hi vivien persones soles el 8,6% de les quals corresponia a persones de 65 anys o més que vivien soles. El nombre mitjà de persones vivint en cada habitatge era de 3,74 i el nombre mitjà de persones que vivien en cada família era de 4,16.
Per edats la població es repartia de la següent manera: un 38% tenia menys de 18 anys, un 11,4% entre 18 i 24, un 27,3% entre 25 i 44, un 14,2% de 45 a 60 i un 9,1% 65 anys o més.
L'edat mediana era de 25 anys. Per cada 100 dones de 18 o més anys hi havia 101 homes.
La renda mediana per habitatge era de 24.305 $ i la renda mediana per família de 24.934 $. Els homes tenien una renda mediana de 23.645 $ mentre que les dones 18.992 $. La renda per capita de la població era de 8.230 $. Entorn del 33,3% de les famílies i el 39,9% de la població estaven per davall del llindar de pobresa.

## Poblacions més properes
El següent diagrama mostra les poblacions més properes.